# Idiomacromerus grisselli
Idiomacromerus grisselli is een vliesvleugelig insect uit de familie Torymidae. De wetenschappelijke naam is voor het eerst geldig gepubliceerd in 1999 door Zerova & Seryogina.